# Antoni Ariet i Barberis
Antoni Ariet i Barberis (Seva, 1872 – Viladrau, 1 de febrer de 1951) va ser un metge osonenc, autor de la Topografia mèdica de Viladrau.
Els seus pares van ser Josep Ariet, cirurgià nascut al Pont de Claverol (Pallars Jussà) i Victòria Barberis, nascuda a Torí (Piemont). Ariet va estudiar medicina a Barcelona, i va compaginar els estudis amb el seu treball com a mosso de farmàcia. Després d'obtenir la llicenciatura en medicina i cirurgia, el 1900, va anar a Viladrau, de metge titular i s'hi va estar la resta de la seva vida. Mentre no hi va haver farmàcia, ell tenia una farmaciola que posava a disposició del veïnat. Va ser també inspector de sanitat municipal de Viladrau i el seu primer alcalde de la Segona República; el 18 d'abril de 1931 va ser elegit per aquest càrrec, que va ocupar fins al 1933. Durant el seu mandat, el consistori va acordar, per unanimitat, demanar que Viladrau s'integrés a la província de Barcelona, atès que la vila tenia molts lligams amb Vic i que Vic, Granollers o Barcelona solien ser el destí del servei militar dels seus joves, no pas Girona. Anteriorment Ariet ja havia estat alcalde d'aquella vila: des de l'1 de juliol de 1909 fins al 3 d'octubre de 1923, quan va iniciar-se la dictadura de Primo de Rivera.
Ariet era aficionat a la literatura catalana i entre 1908 i 1914 va ser col·laborador de L'Estiuada, un periòdic que es publicava a Sant Hilari Sacalm i que tenia com a objectiu fomentar el turisme de balneari. El 1930 va publicar De les terres bíbliques. Evocacions d'un romeu, un llibre que recull les seves memòries d'un viatge que havia fet a Terra Santa del 25 d'abril al 10 de juny de 1927, sobre el qual va fer també algunes conferències. Però la seva obra més coneguda és de caràcter mèdic i bastant anterior: Topografia mèdica de Viladrau. És un tipus d'obra que havia estat impulsat, a finals del segle xviii, per la Reial Acadèmia de Medicina, que organitzava un concurs anual per premiar-ne les millors. Les topografies mèdiques solien estar escrites en castellà, però Ariet va redactar la seva, l'any 1913, en català, cosa que no era freqüent en aquella època, i va presentar-la al concurs anual de la Reial Acadèmia de Medicina, que va concedir-li un accèssit i el va nomenar acadèmic corresponent. Quan la Topografia es va publicar, el 1915, Ariet va dedicar-la a Valentí Carulla, que havia estat professor seu a la Facultat de Medicina i estiuejava a Viladrau. L'edició impresa inclou la reproducció d'una carta de la Reial Acadèmia de Medicina, en la qual consta l'accèssit concedit a l'autor i el seu nomenament com a soci corresponent i una presentació signada pel professor Carulla. L'obra, de més de dues-centes pàgines, està constituïda per un prefaci, una introducció, un capítol que duu per títol «Utilitat dels estudis mèdic-topogràfics com a base de regeneració del poble» i tres seccions dedicades a aspecte biològics, etnogràfics i topogràfics i ambientals de Viladrau.
Participà com a congressista numerari en els Congressos de Metges de Llengua Catalana des del primer, de 1913. Va ser soci protector de la Societat Astronòmica de Barcelona i soci corresponsal de la Societat Protectora de Plantes i Animals de Catalunya.
Quan, el gener de 1949, Jaume Autonell Reig va arribar a Viladrau per prendre possessió de la plaça de metge titular de la vila, Ariet seguia exercint la medicina de manera privada, tot i que feia set anys que, oficialment, estava jubilat. Segons Autonell, durant els dos anys que els dos metges van coincidir, «el Dr. Jaume Autonell va anar a veure'l en quatre ocasions a casa seva oferint-se per ajudar-lo. La resposta sempre va ser que no era necessari. Mai féu cap grosseria, fou molt correcte però sense admetre la més petita col·laboració». L'hivern 1950-1951, a l'epidèmia de grip de l'hivern, s'hi va afegir un brot de xarampió que sovint presentava complicacions. Ariet va treballar dia i nit, amb una gran tensió i el seu cos no va poder resistir aquell esforç: el dia 1 de febrer de 1951 el van trobar mort en el seu garatge. Autonell es refereix a la mort d'Ariet així: «En aquest cas podem dir que va morir com un heroi complint amb el seu deure.»